# Nicky Degrendele
Nicky Degrendele (Knokke-Heist, 11 ottobre 1996) è una pistard belga, campionessa del mondo 2018 nella specialità del keirin.

## Palmarès

### Pista
- 2013

Campionati belgi, 500 metri a cronometro Junior
Campionati belgi, Keirin Junior
Campionati belgi, Velocità Junior
Campionati belgi, Velocità a squadre Junior (con Catherine Wernimont)
Campionati belgi, Scratch Junior
Campionati belgi, Inseguimento individuale Junior
International Belgian Open, Omnium Junior (Gand)
- 2014

Campionati belgi, Velocità Junior
Campionati belgi, Scratch Junior
Campionati belgi, 500 metri a cronometro Junior
Campionati belgi, Velocità a squadre Junior (con Catherine Wernimont)
Campionati belgi, Keirin
Grand Prix of Poland, Keirin (Pruszków)
Grand Prix of Poland, Velocità Under-23 (Pruszków)
Campionati europei Juniores e U23, Keirin Junior
Campionati del mondo, Keirin Junior
Belgian Xmas Meetings, Keirin (Gand)
Belgian Xmas Meetings, Velocità (Gand)
- 2015

Campionati belgi, Velocità
Campionati belgi, Keirin
Revolution Series #2, Keirin (Manchester)
Revolution Series #2, Velocità (Manchester)
International Belgian Open, Keirin (Gand)
- 2016

Track Cycling Challenge, Velocità (Grenchen)
- 2017

Campionati belgi, Keirin
Campionati belgi, Velocità
Troféu Internacional de Anadia, Keirin (Anadia)
- 2018

5ª prova Coppa del mondo 2017-2018, Keirin (Minsk)
Campionati del mondo, Keirin
Campionati europei Juniores e U23, Keirin Under-23
- 2022

Campionati belgi, Keirin
Fastest Woman on Wheels, Scratch (Trexlertown)
US Sprint Grand Prix, Scratch
Sprint Meeting Dudenhofen, Velocità (Dudenhofen)
Sprint Meeting Dudenhofen, Keirin (Dudenhofen)

## Piazzamenti

### Competizioni mondiali
- Campionati del mondo su pista

Glasgow 2013 - Velocità a squadre Junior: 10ª
Glasgow 2013 - 500 metri a cronometro Junior: 6ª
Glasgow 2013 - Velocità Junior: 2ª
Glasgow 2013 - Keirin Junior: 4ª
Seul 2014 - Velocità a squadre Junior: 5ª
Seul 2014 - Velocità Junior: 3ª
Seul 2014 - Keirin Junior: vincitrice
Hong Kong 2017 - Velocità: 21ª
Hong Kong 2017 - Keirin: 3ª
Apeldoorn 2018 - Velocità: 15ª
Apeldoorn 2018 - Keirin: vincitrice
Pruszków 2019 - Velocità: 26ª
Pruszków 2019 - Keirin: 10ª
Berlino 2020 - Keirin: 11ª
Roubaix 2021 - Keirin: 13ª
St. Quentin-en-Yv. 2022 - Velocità: 23ª
St. Quentin-en-Yv. 2022 - Keirin: 19ª

### Competizioni europee
- Campionati europei su pista

Anadia 2013 - Velocità Junior: 2ª
Anadia 2013 - 500 metri a cronometro Junior: 9ª
Anadia 2013 - Keirin Junior: 2ª
Anadia 2014 - Velocità Junior: 3ª
Anadia 2014 - 500 metri a cronometro Junior: 5ª
Anadia 2014 - Velocità a squadre Junior: 3ª
Anadia 2014 - Keirin Junior: vincitrice
Baie-Mahault 2014 - Velocità: 20ª
Baie-Mahault 2014 - 500 metri a cronometro: 16ª
Baie-Mahault 2014 - Keirin: 13ª
Atene 2015 - Velocità a squadre Under-23: 5ª
Atene 2015 - Keirin Under-23: 5ª
Grenchen 2015 - Velocità: 17ª
Grenchen 2015 - Keirin: 17ª
Montichiari 2016 - Velocità Under-23: 4ª
Montichiari 2016 - Keirin Under-23: 2ª
Saint-Quentin-en-Yvelines 2016 - Keirin: 2ª
Saint-Quentin-en-Yvelines 2016 - Velocità: 4ª
Anadia 2017 - Velocità Under-23: 7ª
Anadia 2017 - Keirin Under-23: 4ª
Berlino 2017 - Keirin: 9ª
Berlino 2017 - Velocità: 15ª
Aigle 2018 - Velocità Under-23: 3ª
Aigle 2018 - Keirin Under-23: vincitrice
Glasgow 2018 - Velocità: 14ª
Glasgow 2018 - Keirin: 2ª
Apeldoorn 2019 - Velocità: 17ª
Apeldoorn 2019 - Keirin: 5ª
Grenchen 2021 - Velocità: 12ª
Grenchen 2021 - Keirin: 5ª
Monaco di Baviera 2022 - Velocità: 11ª
Monaco di Baviera 2022 - Keirin: 4ª
- Giochi europei

Minsk 2019 - Keirin: 7ª